# Тамирын-Гол
Тамирын-Гол (монг. Тамирын гол — прочный или кровеносный сосуд) — река, протекающая через долины Хангайских гор в центральной части Монголии. Является основным притоком реки Орхон. До места соединения с правым притоком Урд-Тамир-Гол (Южный Тамир) именуется Хойд-Тамир-Гол (Северный Тамир). совместная длина — 280 километров, площадь бассейна — около 13 тысяч км². Ширина реки до 40-70 м, глубина до 2,5-3,0 м, скорость потока до 2 м/с.
По правому берегу Хойд-Тамир-Гола растут лиственничные леса. Долина Тамир-Гола — степная, с твердым грунтом. С юга и севера долина замыкается хребтами Билхэ и Султологой. В бассейне реки находится множество железорудных месторождений.
По берегам реки растут низкорослые тополя.
В реке водятся таймень, гольян, сибирский хариус, ленок и другие виды рыб.
Тамирын-Гол — место действия популярного романа «Прозрачный Тамир» монгольского писателя Чадраабалын Лодойдамба.